# Ye Zhaoying
Ye Zhaoying (Hancheu, 7 de maio de 1974) é uma ex-jogadora de badminton chinesa. medalhista olímpica, e ex-número 1 da modalidade.

## Carreira
Ye Zhaoying representou seu país nos Jogos Olímpicos de Verão de 1996 e 2000 conquistando a medalha de bronze, no individual feminino, em Sydney 2000.